# Thorigny-sur-le-Mignon
Thorigny-sur-le-Mignon – miejscowość i dawna gmina we Francji, w regionie Nowa Akwitania, w departamencie Deux-Sèvres. W 2016 roku populacja ówczesnej gminy wynosiła 107 mieszkańców. 
W dniu 1 stycznia 2019 roku z połączenia trzech ówczesnych gmin – Priaires, Thorigny-sur-le-Mignon oraz Usseau – powstała nowa gmina Val-du-Mignon. Siedzibą gminy została miejscowość Usseau. 